# Mary Rudge
Mary Rudge foi uma jogadora de xadrez do Reino Unido, vencedora do primeiro torneio internacional exclusivo para mulheres em 1897.

## Biografia
Seu pai Henry Rudge era cirurgião e um forte jogador que ensinou Mary e suas irmãs o xadrez. O primeiro registro de sua participação no jogo foi em 1872 em um torneio epistolar. Na versão presencial, Mary participou em agosto de 1874 de um torneio na cidade Birmingham. Após a morte de seu pai em 1874, mudou-se com uma de suas irmãs para Bristol para morar com seu irmão Henry. A partir de então começou a praticar o xadrez com seriedade e se associou ao Bristol Chess Club que passou a admitir mulheres entre os sócios em 1872.
Até então, sua participação no xadrez não havia causado muito impacto. Havia participado de dois matches no ano de 1887 e 1888 tendo empatado uma partida e vencido outra. Neste ano, empatou com Joseph Henry Blackburne em uma exibição simultânea realizada por Blackburne. Pouco depois, Mary realizou uma exibição simultânea tendo vencido os seis jogos que disputou. A partir de então, participou de vários torneios pelo clube de Bristol & Clifton e Gloucestershire. Ela venceu o Ladies’ Challenge Cup em 1890 e o primeiro torneio internacional para mulheres realizado em Londres em 1897 tendo obtido 18 vitórias e um empate.
No ano seguinte, participou de uma exibição simultânea realizada pelo então campeão mundial Emanuel Lasker, que não foi capaz de terminar todos os jogos no tempo disponível que incluia a partida com Mary. Lasker concedeu uma derrota nesta partida quando inacabado, pois considerou não ser possível vencer mesmo jogando os melhores movimentos.
Após a morte da irmã em 1900, a saúde de Mary e não tendo recursos para se sustentar foi em algum momento morar no British Home for Incurables em Streatham. Faleceu pobre em Londres no ano de 1919.